# Ponca

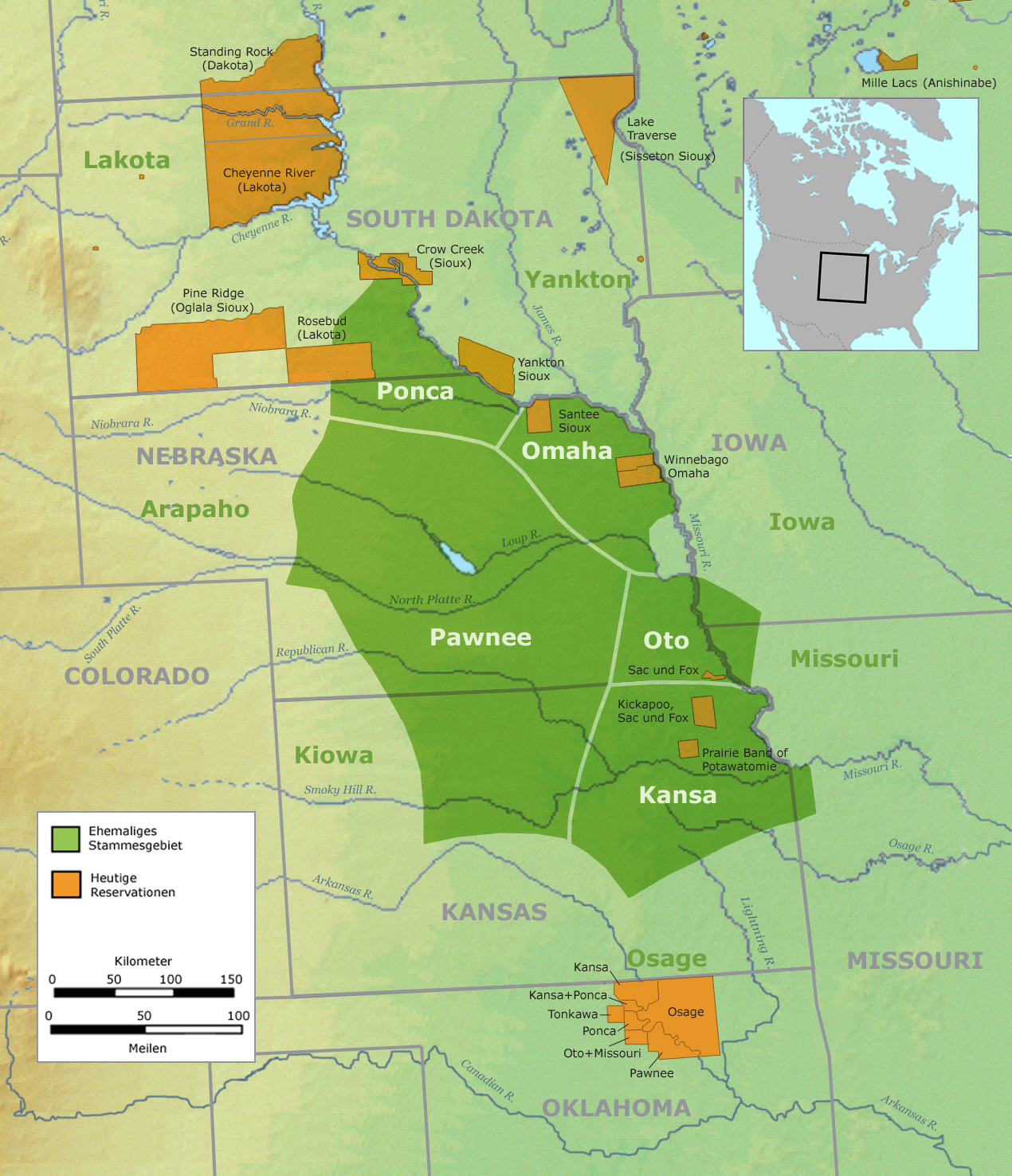
Historiskt bosättningsområde för Omaha, Ponca, Oto, Kansa och Pawnee i grönt. De orange markeringarna avser nuvarande indianreservat.

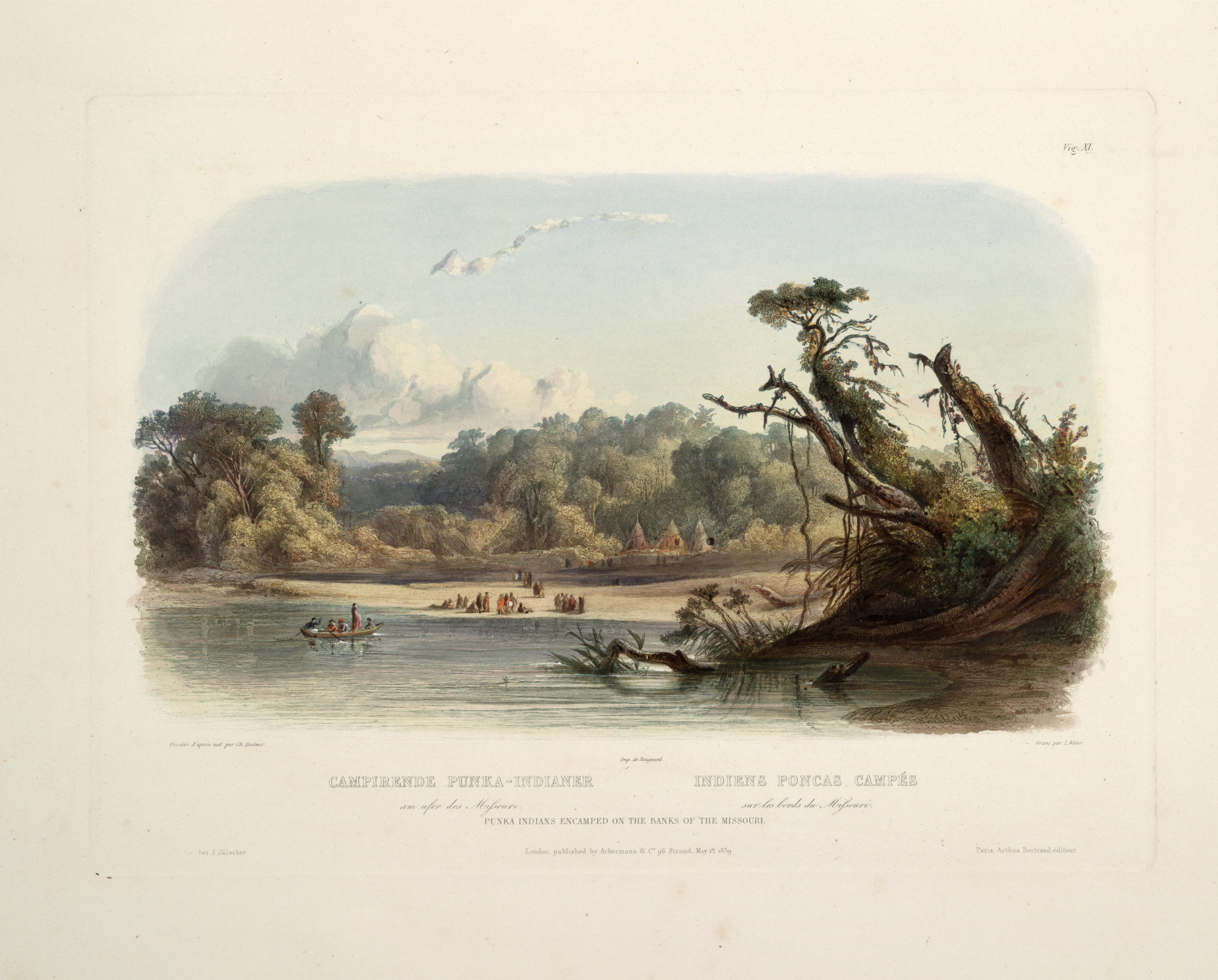
Poncaläger vid Missourifloden på 1830-talet. Efter Karl Bodmer.

Ponca, egentligen ppánkka, är en nordamerikansk urbefolkning som talade omaha-ponca, en varietet av dhegiha, ett siouxspråk, och tillhörde prärieindianernas kulturkrets. Ponca utgrenade sig från omahaindianerna i början på 1700-talet.
Poncas traditionella bosättningsområde var i de norra delarna av nuvarande Nebraska och södra delarna av nuvarande South Dakota. Poncas levde den större delen av året i bastanta jordhus och kombinerade framgångsrikt jordbruk med bisonjakt. Under 1800-talet tvångsförflyttades poncaindianerna till det dåvarande Indianterritoriet. Idag bor de flesta på indianreservat i Oklahoma och tillhör Ponca Tribe of Indians of Oklahoma. Några flyttade tillbaka till Nebraska. Deras ättlingar tillhör idag Ponca Tribe of Nebraska.

## Demografi
Smittkoppsepidemier och ständiga strider med siouxindianer gjorde att poncaindianernas folkmängd minskade. Den uppskattades av samtida vita observatörer till omkring 250 människor år 1805. Femton år senare hade den återhämtat sig till 1 000 personer. Befolkningsstorleken svängde sedan markant under 1800-talet, med zenith 1846 med cirka 2 000 poncaindianer och nadir 1892 med cirka 875 individer.
Vid den amerikanska folkräkningen 2000 rapporterade 4 858 människor att de räknade de sig som helt eller delvis ponca.